# یوری اوسیچیک
یوری اوسیچیک (عبری: יורי יבסייצ'יק‎؛ زادهٔ ۲۳ ژانویهٔ ۱۹۷۱) کشتی‌گیر اهل اسرائیل است.